# Zbór Kościoła Zielonoświątkowego „Dobra Nowina” w Kraśniku
Zbór Kościoła Zielonoświątkowego „Dobra Nowina” w Kraśniku – zbór ewangeliczny o charakterze zielonoświątkowym, działający w Kraśniku. Należy do okręgu wschodniego Kościoła Zielonoświątkowego w RP.

## Dom modlitwy
Zbór „Dobra Nowina” posiada własny wolnostojący dom modlitwy w Kraśniku Fabrycznym, w którym odbywają się nabożeństwa. Wejście bezpośrednio do sali modlitwy. Z przodu sali znajduje się centralnie umieszczona kazalnica, podświetlany pusty krzyż oraz stół z otwartą w stronę wiernych Biblią oraz menorą. Przed wejściem do budynku znajduje się tablica informacyjna.